# 콘스탄스 슐먼
콘스턴스 슐먼(Constance Shulman, 1958년 4월 4일 ~ )은 미국의 배우, 성우이다.
존슨시티에서 태어났다.

## 영화
- Better Off Single (2016)
- 저지 크리스마스 (2008년)
- 더그의 첫번째 영화 (1999년)
- 스윗 앤 로다운 (1999년)
- 베니의 주말 2 (1993년)
- 프라이드 그린 토마토 (1992년)
- 사랑할 수 밖에 없는 그대 (1991년)
- 미망인의 계절 (1990년)